# Thiratoscirtus capito
Thiratoscirtus capito är en spindelart som beskrevs av Simon 1903. Thiratoscirtus capito ingår i släktet Thiratoscirtus och familjen hoppspindlar. Inga underarter finns listade i Catalogue of Life.